# Cairngorm Mountain Railway

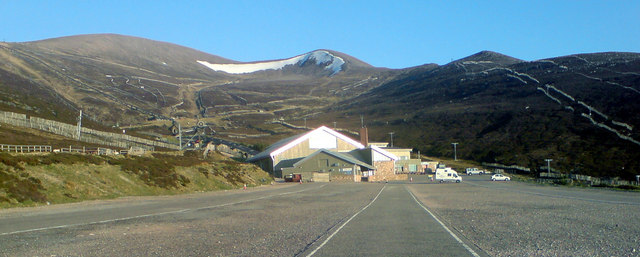
Stacja dolna

Cairngorm Mountain Railway – kolej linowo-terenowa zlokalizowana w Szkocji w paśmie Cairngorm w Grampianach Wschodnich. Jest najwyżej położoną koleją w Wielkiej Brytanii. Przewozy na linii są zawieszone od września 2018.

## Geneza
Płaskowyż Cairngorm jest jednym z najbardziej wrażliwych środowisk naturalnych w Szkocji. Jednak rejony Cairn Gorm, Coire Cas i Coire na Ciste, były miejscem intensywnego rozwoju narciarstwa, zwłaszcza od momentu otwarcia wyciągu krzesełkowego White Lady 23 grudnia 1961. Do 2001 odwiedzający korzystali z czynnego całorocznie wyciągu, który prowadził dwoma odcinkami do restauracji Ptarmigan. W rezultacie obszar stał się ważnym ośrodkiem narciarskim, a także atrakcją w porze letniej. Dużego natężenie ruchu pieszego wynikającego z łatwego dostępu nie pozostało jednak bez wpływu na środowisko naturalne.

## Historia
Latem 1999 rozpoczęto prace nad budową dwukilometrowej kolei CairnGorm, która została otwarta dla turystów 23 grudnia 2001, w czterdziestolecie uruchomienia wyciągu krzesełkowego. Kosztowała 26 milionów funtów. Łączy stację dolną z restauracją na wysokości 1097 m (3599 stóp), na górze Cairngorm. Byłą obsługiwana w zróżnicowany sposób zimą i latem. Zimą priorytetem było wywiezienie jak największej liczby narciarzy na górę, więc przejazd zajmował pięć minut, a każdy pociąg zabierał do 120 osób. Ważną cechą infrastruktury jest zdolność przewozowa przy wietrze do 75 mil na godzinę. Latem przejazd był nastawiony na oglądanie widoków, w związku z czym pociąg zabierał do 60 osób i przemieszczał się z mniejszą prędkością. Każdy z wagonów ma długość 10,5 metra i szerokości 3,2 metra, a także panoramiczne okna po bokach i w dachu.
Kolej nie działa od września 2018 z powodu problemów strukturalnych, ale właściciel prowadzi rozmowy ze szkockim rządem na temat wznowienia ruchu.